# Luptin
Luptin ist eine zu Kopaczów (Oberullersdorf) gehörige Ansiedlung in der Gemeinde Bogatynia in Polen. Sie liegt vier Kilometer südöstlich des Stadtzentrums von Zittau an der Grenze zu Tschechien und gehört zum Powiat Zgorzelecki, Woiwodschaft Niederschlesien.

## Geographie
Luptin befindet sich unmittelbar westlich von Kopaczów am rechten Ufer der Lubota/Oldřichovský potok (Ullersdorfer Bach) an der Grenze zu Tschechien. Südwestlich liegt der See Kristýna (Christinasee). Das Dreiländereck mit Tschechien und Deutschland liegt anderthalb Kilometer westlich des Ortes an der Einmündung der Lubota/Oldřichovský potok in die Lausitzer Neiße.
Im Westen führt die Bahnstrecke Zittau–Liberec vorbei. Südlich führt auf tschechischem Gebiet die Schnellstraße R 35 von Hrádek nad Nisou (Grottau) nach Zittau vorbei. In Luptin soll künftig eine zweispurige Schnellstraße als Verbindung der tschechischen Schnellstraße R 35 zur deutschen Bundesstraße 178n in Richtung Sieniawka (Kleinschönau) über die Grenze führen.
Nachbarorte sind Porajów (Großporitsch) und Sieniawka (Kleinschönau) im Norden, Kopaczów (Oberullersdorf) und Oldřichov na Hranicích (Ullersdorf) im Osten, Grabštejn im Südosten, Hrádek nad Nisou (Grottau) im Süden, Hartau und Eichgraben im Südwesten,  sowie Zittau im Nordwesten.
Das früher nordöstlich gelegene Dorf Biedrzychowice Górne (Friedersdorf) ist im Tagebau Turów (Tagebau Hirschfelde) verschwunden.

## Geschichte
Das Vorwerk Luptin wurde 1387 zusammen mit Kleinschönau im Zuge des Kaufs beider Orte durch die Stadt Zittau von den Burggrafen von Dohna auf Grafenstein erstmals urkundlich erwähnt.
Durch den Oberlausitzer Pönfall verlor die Stadt 1547 den Besitz, konnte ihn jedoch später zurück erwerben. Einzelne Grundstücke gehörten der Burgkapelle der hl. Barbara auf dem Grafenstein, diese wurden nach der Zerstörung der Kapelle durch die Hussiten ebenfalls vom Rat zu Zittau bewirtschaftet und verwaltet. Nach der Wiedererrichtung der Barbarakapelle im Jahr 1569 lebte der Zinsanspruch wieder auf; er wurde jeweils zu Weihnachten ausgezahlt und Aufwand der Stadt mit einem Hasen abgegolten. Gepfarrt war Luptin nach Ullersdorf. Im 18. Jahrhundert war Johann Andreas Kindscher (1710–1770), dessen Sandsteinepitaph sich in der Ullersdorfer Kirche befindet, Besitzer des Vorwerkes. Ab 1777 gehörte es wieder der Stadt Zittau. Luptin hatte 1834 19 Einwohner, darunter waren zwei Katholiken. 1856 wurde Luptin nach der Abschaffung der Grundherrschaften in Sachsen an die Gemeinde Kleinschönau im Gerichtsamt Zittau und ab 1875 in der Amtshauptmannschaft Zittau angeschlossen. 1859 nahm westlich der Ansiedlung die Eisenbahn von Zittau nach Reichenberg den Verkehr auf und die Bahnstation Oberullersdorf entstand. 1871 lebten in dem Ort 35 Menschen und 1890 waren es 26. Im Jahr 1920 wurde Luptin von Kleinschönau in das benachbarte Oberullersdorf umgemeindet.
Nach dem Ende des Zweiten Weltkrieges kam das östlich der Lausitzer Neiße gelegene Luptin zu Polen. Die deutschen Bewohner wurden in den Jahren 1945 und 1946 vertrieben und die Bahnstation im Dezember 1945 aufgelassen. 1945 wurden als Grenzsicherungsmaßnahme mehrere Häuser von Luptin gesprengt. Die Grenzbrücke über die Lubota (Ullersdorfer Bach) nach Oldřichov na Hranicích (Ullersdorf) wurde geschlossen.
1993 wurde westlich der Ansiedlung die alte Straßenverbindung nach Zittau wieder eröffnet. Durch Luptin führt die zweispurige Schnellstraße als Anbindung zur Bundesstraße 178n über einen 4,5 Kilometer langen polnischen Abschnitt in Richtung Sieniawka.

## Persönlichkeiten
- Christian Gottlieb Riedel (* 1804 in Luptin; † 1882 in Zittau), deutscher Landwirt und Politiker, Mitglied des Reichstags und des Sächsischen Landtags